# صبا حميد
صبا حميد (بالأردوية: صبا حمید؛ بالإنجليزية: Saba Hameed) هي ممثلة باكستانية، ولدت في 21 يونيو 1957 في لاهور في باكستان. من الجوائز التي نالتها فخر الأداء.

## جوائز
- فخر الأداء

## وصلات خارجية
- الموقع الرسمي
- صبا حميد على موقع IMDb (الإنجليزية)
- صبا حميد على موقع قاعدة بيانات الفيلم (الإنجليزية)